# Nully-Trémilly
Nully-Trémilly est une ancienne commune française du département de la Haute-Marne. La commune a été créée en 1972 par la fusion des communes de Nully et Trémilly. En 2005, Nully-Trémilly a été supprimé au profit du rétablissement des deux communes constituantes.
Trémilly :
- Le château de Trémilly
- Le mausolée de Rozierre érigé en 1874  à l'ouest de la commune, le long de la D 960.

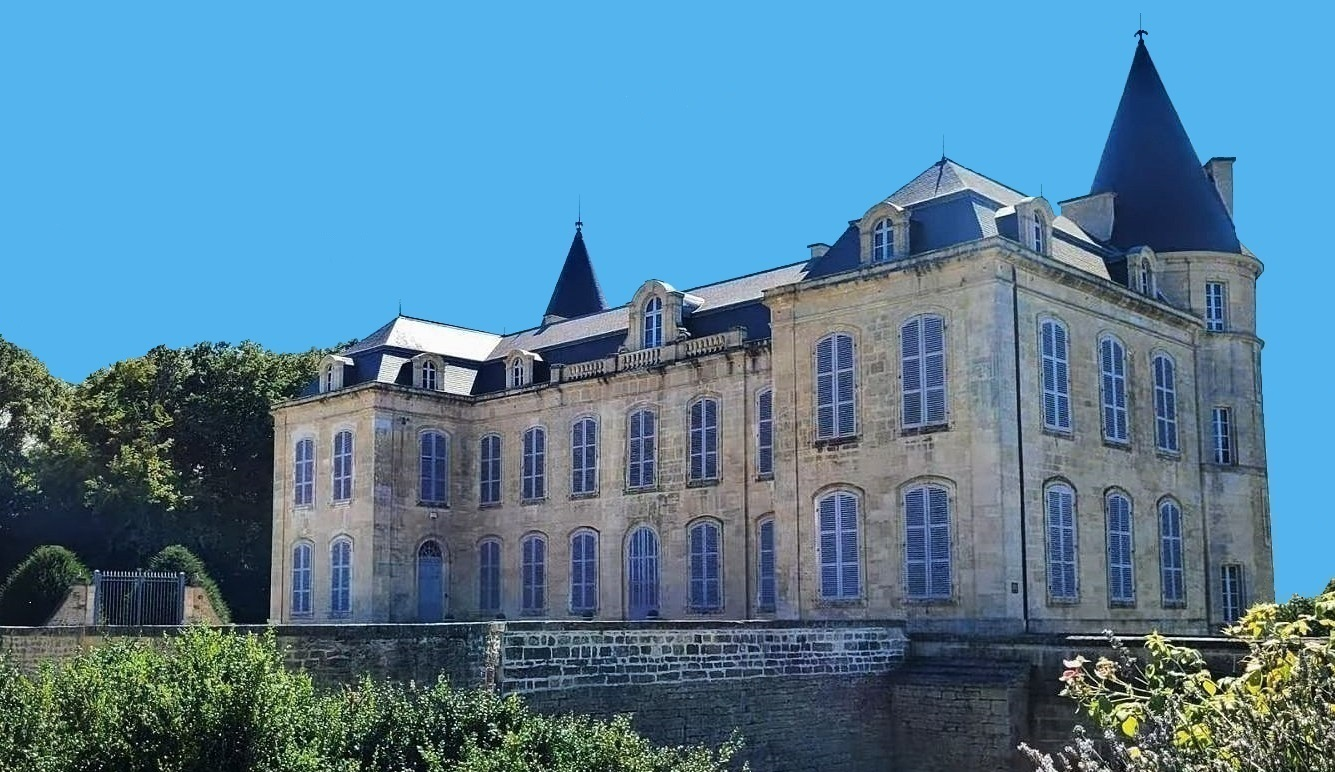
Le château de Trémilly
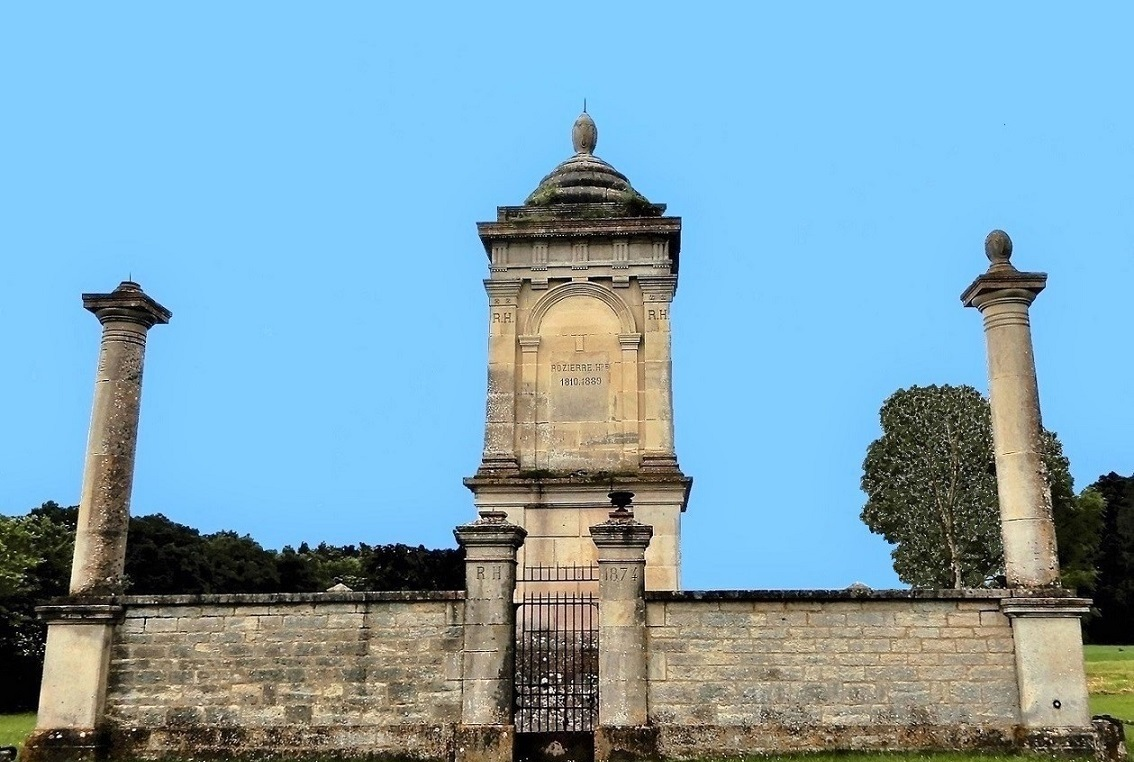
Le mausolée Rozierre

## Liste des maires
| Période                                  | Période | Identité       | Étiquette | Qualité |
| ---------------------------------------- | ------- | -------------- | --------- | ------- |
| Les données manquantes sont à compléter. |         |                |           |         |
| avant 1995                               | ?       | Daniel Richard |           |         |